# Wildwasserrennsport-Weltmeisterschaften 2004
Die 24. Kanu-Wildwasserrennsport-Weltmeisterschaften fanden vom 20. bis 23. Juni 2004 im deutschen Garmisch-Partenkirchen auf der Loisach statt. Nach 1985 und 1998 war die anspruchsvolle Strecke zum dritten Mal Austragungsort der Weltmeisterschaften im Kanu-Wildwasserrennsport.
Frankreich errang, vor allem aufgrund des hervorragenden Abschneidens der französischen Sportler im Sprint, Platz eins in der Medaillenwertung. Das Abschneiden der deutschen Mannschaft bei der Heim-WM blieb, mit nur fünf Medaillen und ganz ohne goldene, hinter den Erwartungen zurück. Unglücklich dabei war jedoch, dass aufgrund zu kleiner Starterfelder, auf der als sehr anspruchsvoll bezeichneten Strecke, die Siege der beiden deutschen Mannschaften der K1 Damen sowie der C2 Herren nicht als Weltmeisterschaftstitel gewertet wurden.

## Nationenwertung Gesamt
| Platz  | Land        | Gold | Silber | Bronze | Gesamt |
| ------ | ----------- | ---- | ------ | ------ | ------ |
| 1      | Frankreich  | 2    | 5      | 1      | 8      |
| 2      | Italien     | 2    | 2      | 2      | 6      |
| 3      | Slowakei    | 2    | 1      | 1      | 4      |
| 4      | Kroatien    | 2    | –      | –      | 2      |
| 5      | Tschechien  | 1    | 1      | 2      | 4      |
| 6      | Schweiz     | 1    | –      | –      | 1      |
| 7      | Deutschland | –    | 1      | 4      | 5      |
| Gesamt | Gesamt      | 10   | 10     | 10     | 30     |

Im Einzelnen wurden folgende Ergebnisse erzielt.

## Classic

### Nationenwertung Classic
| Platz  | Land        | Gold | Silber | Bronze | Gesamt |
| ------ | ----------- | ---- | ------ | ------ | ------ |
| 1      | Kroatien    | 2    | –      | –      | 2      |
| 2      | Italien     | 1    | 1      | 2      | 4      |
| 3      | Tschechien  | 1    | 1      | –      | 2      |
|        | Slowakei    | 1    | 1      | –      | 2      |
| 5      | Schweiz     | 1    | –      | –      | 1      |
| 6      | Frankreich  | –    | 3      | –      | 3      |
| 7      | Deutschland | –    | –      | 4      | 4      |
| Gesamt | Gesamt      | 6    | 6      | 6      | 18     |

## Einzelwettbewerbe

### Einer-Kajak Männer
| Platz | Sportler                     | Land        | Zeit          |
| ----- | ---------------------------- | ----------- | ------------- |
| 1     | Carlo Mercati                | Italien     | 14:45,97 Min. |
| 2     | Robert Knebel                | Tschechien  | 14:47,15 Min. |
| 3     | Roberto Pontarollo           | Italien     | 14:50,45 Min. |
| –     | –                            | –           | –             |
| 5     | Florian Wohlers (Hamburg)    | Deutschland | 14:54,28 Min. |
| 6     | Thomas Koelmann (Düsseldorf) | Deutschland | 14:55,87 Min. |
| 15    | Achim Overbeck (Celle)       | Deutschland | 15:13,76 Min. |
| 16    | Johannes Wohlers (Hamburg)   | Deutschland | 15:14,38 Min. |

### Einer-Kajak Frauen
| Platz | Sportler                        | Land        | Zeit          |
| ----- | ------------------------------- | ----------- | ------------- |
| 1     | Sabine Eichenberger             | Schweiz     | 15:44,00 Min. |
| 2     | Anne Blandine Crochet           | Frankreich  | 15:57,89 Min. |
| 3     | Sabine Füßer (Siegburg)         | Deutschland | 21:31,62 Min. |
| 4     | Alexandra Heidrich (Düsseldorf) | Deutschland | 16:10,49 Min. |
| –     | –                               | –           | –             |
| 6     | Stefanie Küpper (Düsseldorf)    | Deutschland | 16:21,35 Min. |
| 7     | Gudrun Willscheid (Siegburg)    | Deutschland | 16:26,84 Min. |

### Einer-Canadier Männer
| Platz | Sportler                    | Land        | Zeit          |
| ----- | --------------------------- | ----------- | ------------- |
| 1     | Tomislav Hohnjec            | Kroatien    | 16:07,33 Min. |
| 2     | Vladi Panato                | Italien     | 16:09,50 Min. |
| 3     | Stephan Stiefenhöfer (Köln) | Deutschland | 16:14,91 Min. |
| –     | –                           | –           | –             |
| 6     | Olaf Schwarz (Hamburg)      | Deutschland | 16:33,43 Min. |
| 9     | Julian Rohn (Celle)         | Deutschland | 16:42,85 Min. |
| 10    | Uli Andree (Düsseldorf)     | Deutschland | 16:47,06 Min. |

### Zweier-Canadier Männer
| Platz | Sportler                                         | Land        | Zeit          |
| ----- | ------------------------------------------------ | ----------- | ------------- |
| 1     | Vladimir Vala / Jaroslav Slúčik                  | Slowakei    | 15:56,28 Min. |
| 2     | Jan Sutek / Stefan Grega                         | Slowakei    | 16:11,03 Min. |
| 3     | Gregor Simon / Thomas Haas (Bonn)                | Deutschland | 16:12,30 Min. |
| 4     | Lutz Fahlbusch / Ulrich Fahlbusch (Kassel)       | Deutschland | 16:13,91 Min. |
| –     | –                                                | –           | –             |
| 7     | Christian Andree / Patrick Driesch (Düsseldorf)  | Deutschland | 16:26,27 Min. |
| 8     | Johannes Baumann / Lars Walter (Fulda / Hamburg) | Deutschland | 17:42,27 Min. |

### Nationenwertung Classic-Einzel
| Platz  | Land        | Gold | Silber | Bronze | Gesamt |
| ------ | ----------- | ---- | ------ | ------ | ------ |
| 1      | Italien     | 1    | 1      | 1      | 3      |
| 2      | Slowakei    | 1    | 1      | –      | 2      |
| 3      | Kroatien    | 1    | –      | –      | 1      |
|        | Schweiz     | 1    | –      | –      | 1      |
| 5      | Tschechien  | –    | 1      | –      | 1      |
| 6      | Deutschland | –    | –      | 3      | 3      |
| Gesamt | Gesamt      | 4    | 4      | 4      | 12     |

## Teamwettbewerbe

### Kajak-Einer Männer
| Platz | Land        | Sportler                                               | Zeit          |
| ----- | ----------- | ------------------------------------------------------ | ------------- |
| 1     | Tschechien  | Kamil Mruzek / Robert Knebel / David Knebel            | 15:06,90 Min. |
| 2     | Frankreich  | Arnaud Hybois / Ronan Tastard / Maxim Clerin           | 15:09,72 Min. |
| 3     | Italien     | Carlo Mercati / Roberto Pontarollo / Francesco Arenare | 15:14,87 Min. |
| 4     | Deutschland | Florian Wohlers / Thomas Koelmann / Achim Overbeck     | 15:21,19 Min. |

### Kajak-Einer Frauen
Dieses Rennen wurde aufgrund nur vier teilnehmender Mannschaften nicht als Weltmeisterschaftslauf gewertet.
| Platz | Land        | Sportler                                            | Zeit          |
| ----- | ----------- | --------------------------------------------------- | ------------- |
| 1     | Deutschland | Alexandra Heidrich / Sabine Füßer / Stefanie Küpper | 16:44,27 Min. |
| 2     | Frankreich  |                                                     | 16:53,53 Min. |
| 3     | Tschechien  |                                                     | 17:54,63 Min. |

### Einer-Canadier Männer
| Platz | Land        | Sportler                                                  | Zeit          |
| ----- | ----------- | --------------------------------------------------------- | ------------- |
| 1     | Kroatien    | Tomislav Hohnjec / Tomislav Lepan / Igor Gojic            | 16:51,85 Min. |
| 2     | Frankreich  | Harald Marzolf / Stéphane Santamaria / Guillaume Alzingre | 16:52,63 Min. |
| 3     | Deutschland | Stephan Stiefenhöfer / Olaf Schwarz / Julian Rohn         | 16:53,99 Min  |

### Zweier-Canadier Männer
Dieses Rennen wurde aufgrund nur drei teilnehmender Mannschaften nicht als Weltmeisterschaftslauf gewertet.
| Platz | Land        | Sportler                                                                                      | Zeit          |
| ----- | ----------- | --------------------------------------------------------------------------------------------- | ------------- |
| 1     | Deutschland | Christian Andrée/Patrick Driesch / Lutz Fahlbusch/Ulrich Fahlbusch / Gregor Simon/Thomas Haas | 16:54,65 Min. |
| 2     | Tschechien  |                                                                                               | 17:57,65 Min. |
| 3     | Slowakei    |                                                                                               | DNF           |

### Nationenwertung Classic-Mannschaft
| Platz  | Land        | Gold | Silber | Bronze | Gesamt |
| ------ | ----------- | ---- | ------ | ------ | ------ |
| 1      | Tschechien  | 1    | –      | –      | 1      |
|        | Kroatien    | 1    | –      | –      | 1      |
| 3      | Frankreich  | –    | 2      | –      | 2      |
| 4      | Deutschland | –    | –      | 1      | 1      |
|        | Italien     | –    | –      | 1      | 1      |
| Gesamt | Gesamt      | 2    | 2      | 2      | 6      |

## Sprint

### Nationenwertung Sprint
| Platz  | Land        | Gold | Silber | Bronze | Gesamt |
| ------ | ----------- | ---- | ------ | ------ | ------ |
| 1      | Frankreich  | 2    | 2      | 1      | 5      |
| 2      | Italien     | 1    | 1      | –      | 2      |
| 3      | Slowakei    | 1    | –      | 1      | 2      |
| 4      | Deutschland | –    | 1      | –      | 1      |
| 5      | Tschechien  | –    | –      | 2      | 2      |
| Gesamt | Gesamt      | 4    | 4      | 4      | 12     |

## Einzelwettbewerbe

### Einer-Kajak Männer
| Platz | Sportler                   | Land        | Zeit         |
| ----- | -------------------------- | ----------- | ------------ |
| 1     | Arnaud Hybois              | Frankreich  | 3:50,45 Min. |
| 2     | Roberto Pontarollo         | Italien     | 3:50,58 Min. |
| 3     | Tomáš Slovák               | Tschechien  | 3:52,58 Min. |
| –     | –                          | –           | –            |
| 5     | Florian Wohlers (Hamburg)  | Deutschland | 3:54,28 Min. |
| 10    | Achim Overbeck (Celle)     | Deutschland | 4:00,67 Min. |
| 15    | Johannes Wohlers (Hamburg) | Deutschland | 4:04,69 Min. |

### Einer-Kajak Frauen
| Platz | Sportler                        | Land        | Zeit         |
| ----- | ------------------------------- | ----------- | ------------ |
| 1     | Anne Blandine Crochet           | Frankreich  | 4:11,35 Min. |
| 2     | Sabine Füßer (Siegburg)         | Deutschland | 4:13,34 Min. |
| 3     | Nathalie Gastineau              | Frankreich  | 4:15,81 Min. |
| –     | –                               | –           | –            |
| 5     | Alexandra Heidrich (Düsseldorf) | Deutschland | 4:19,42 Min. |
| 6     | Stefanie Küpper (Düsseldorf)    | Deutschland | 4:21,04 Min. |
| 9     | Gudrun Willscheid (Siegburg)    | Deutschland | 4:32,45 Min. |

### Einer-Canadier Männer
| Platz | Sportler                    | Land        | Zeit         |
| ----- | --------------------------- | ----------- | ------------ |
| 1     | Harald Marzolf              | Frankreich  | 4:13,66 Min. |
| 2     | Vladi Panato                | Italien     | 4:15,88 Min. |
| 3     | Stephan Stiefenhöfer (Köln) | Deutschland | 4:20,88 Min. |
| –     | –                           | –           | –            |
|       | Olaf Schwarz (Hamburg)      | Deutschland | DNS          |
|       | Julian Rohn (Braunschweig)  | Deutschland | DNF          |

### Zweier-Canadier Männer
| Platz | Sportler                           | Land        | Zeit         |
| ----- | ---------------------------------- | ----------- | ------------ |
| 1     | Vladimir Vala / Jaroslav Slúčik    | Slowakei    | 4:17,06 Min. |
| 2     | Cyril Leblond / David Silotto      | Frankreich  | 4:18,97 Min. |
| 3     | Ľuboš Šoška / Peter Šoška          | Slowakei    | 4:18,98 Min. |
| 4     | Gregor Simon / Thomas Haas         | Deutschland | 4:21,60 Min. |
| 5     | Lars Walter / Johannes Baumann     | Deutschland | 4:23,54 Min. |
| –     | –                                  | –           | –            |
| 7     | Lutz Fahlbusch / Ulrich Fahlbusch  | Deutschland | 4:29,03 Min. |
| 10    | Christian Andree / Patrick Driesch | Deutschland | 4:29,85 Min. |

### Nationenwertung Sprint-Einzel
| Platz  | Land        | Gold | Silber | Bronze | Gesamt |
| ------ | ----------- | ---- | ------ | ------ | ------ |
| 1      | Frankreich  | 2    | 2      | 1      | 5      |
| 2      | Italien     | 1    | 1      | –      | 2      |
| 3      | Slowakei    | 1    | –      | 1      | 2      |
| 4      | Deutschland | –    | 1      | –      | 1      |
| 5      | Tschechien  | –    | –      | 2      | 2      |
| Gesamt | Gesamt      | 4    | 4      | 4      | 12     |